# Koxie
Koxie (* 26. Februar 1972 in Paris als Laure Cohen) ist eine französische Popsängerin. Bekannt wurde sie in ihrem Heimatland mit der zunächst über das Internet lancierten Single Garçon.

## Werdegang
Im Alter von zwölf Jahren nahm Koxie am renommierten Cours Florent an Hip-Hop- und Theaterkursen teil. Mit 20 Jahren übersiedelte sie nach New York. Dort ließ sie sich am Herbert Bergoff Studio zur Schauspielerin ausbilden und am Broadway Dance Center zur Tänzerin. Nach ihrer Rückkehr nach Frankreich gründete sie 1998 mit dem Ziel junge Schauspieler auszubilden das Studio FAME, das sie acht Jahre leitete.
Während dieser Zeit entstanden mehrere Kurzfilme. 2005 wirkte sie in dem Spielfilm Les Mauvais Joueurs mit. Außerdem arbeitete sie für die Radiosender Fun Radio und Europe 2. 1999 begann sie zusammen mit Baron Faty, dem Sänger der Band Boogotop, Musik zu machen und spielte 2002 erste Probeaufnahmen als Solokünstlerin ein. 
Ihr Durchbruch gelang ihr im Sommer 2007 mit ihrer Debütsingle Garçon. Der Title beschreibt ein junges Mädchen, das sich gegen einen gleichaltrigen Jungen widersetzt, der abschätzig über sie spricht. Dabei stützt sie sich auf ein Rapsample des US-amerikanischen Musikers Dr. Dre. Anfänglich veröffentlichte sie den Song über ihre Seite auf der Internetplattform MySpace. Nachdem der Song dort über eine Million Mal aufgerufen wurde, erhielt sie beim Plattenlabel AZ einen Vertrag. Die Single kam am 25. Juni 2007 auf den französischen Markt und stieg bis auf Platz 1 der Verkaufscharts. Im August 2007 erschien ihr Debütalbum Koxie, an dem sie seit 2005 arbeitete.

## Diskografie
Alben
- 2007: Koxie
- 2012: Le Prince Charmant

Singles
- 2007: Garçon
- 2008: Ma meilleure amie
- 2010: Daisy Luzion
- 2011: Le Prince Charmant